# Eclissi solare del 22 settembre 2006
L'eclissi solare del 22 settembre 2006 è un evento astronomico che ha avuto luogo il suddetto giorno attorno alle ore 11:41 UTC.